# Бо-Болика Локонга Мигамбо, Андре
Андре Бо-Болика Локонга Мигамбо (фр. André Bo-Boliko Lokonga Mihambo; 15 августа 1934, Бандунду, Бельгийское Конго — 30 марта 2018, Брюссель) — государственный и политический деятель Демократической Республики Конго. Первый государственный комиссар Заира с 6 марта 1979 года по 27 августа 1980 года. С 1967 по 1980 год был генеральным секретарём Национального союза заирских рабочих.

## Биография
Родился 15 августа 1934 года в Лобамити, провинция Бандунду, Бельгийское Конго. Занимал пост председателя Национальной ассамблеи Демократической Республики Конго (а затем Заира) с декабря 1970 по март 1979 года. В 1990 году присоединился к Жозефу Илео и основал Демократическую социал-христианскую партию. Умер в бельгийском городе Брюсселе, 30 марта 2018 года в возрасте 83 лет.